# Проспект Ленина (Алчевск)
Проспект Ленина — центральная улица из улиц Алчевска.
Проспект Ленина и площадь Ленина стали центром восстановленного после войны Коммунарска и пробыли таковыми до 1970-х годов, пока органы городской власти (горисполком) не переместились в новый микрорайон — на площадь Советскую возле улицы Ленина.
Проспект Ленина начинается от ДК Химиков, ул. Калинина и идёт на северо-восток пересекая ул. Горького образуя площадь Ленина, ул. Московскую, мимо университета, ул. Белинского и упирается в «шпиль», поставленный в честь 20-летия Победы на перекрёстке с ул. Чапаева, Ленинградская, Липовенко возле ДК Металлургов. На самом проспекте транспорта очень мало, так сложилось, что транспортного значения он почти не имеет, это своеобразный бульвар, зона отдыха. Но его пересекает много транспорта по поперечным улицам: по ул. Кирова (троллейбусы № 3, 5, 6, 11), ул. Московской (троллейбусы 8, 9), ул. Ленинградской (троллейбусы 1, 4)..

## История

### Предыстория
Архитектуре Алчевска присуще такое понятие как «ползущий центр» — вместе с увеличением города перемещается и центральная его часть, отдаляясь от завода, что улучшает экологическую обстановку в городе. В начале XX века центром была улица Шмидта. Именно здесь располагались дом директора завода и здание правления. Позже центром стала улица 1-го Мая. Парк 1-го Мая был необычайно красив в своё время, сейчас же от него почти ничего не осталось. Следующий этап — проспект Ленина. Именно здесь проходили все торжественные события города: парады 1-го и 9-го мая, 7-го ноября. Здесь «салютовал» город в честь всех выдающихся дат страны.

### Строительство проспекта
Строиться проспект начал в 1950-х годах. Изначально он являлся продолжением улицы Куйбышева, но на волне послевоенного восстановления страны появилось название проспект Мира. Таким образом улица Куйбышева была разделена на две части, одна из которых стала носить название проспект Мира
У истоков строительства «Проспекта» стояли Федосов Леонид Иванович, который на протяжении 32-х лет был главным архитектором города Ворошиловска (Алчевска), и Гмыря Пётр Арсентьевич, директор Ворошиловского метзавода, который был заказчиком строительства.
Самым живописным местом стала часть проспекта между площадью Ленина (улицей Горького) и улицей Московской. Здесь было много зелени, цветов и фонтан в виде трёхуровневой чаши. Фонтан в первоначальном виде был утрачен, на его месте появился новый непримечательный в виде прямоугольного бассейна.
Кроме того построен был фонтан и на площади возле ДК Химиков
На пл. Ленина стоит памятник В. И. Ленину.

### Современность
После распада СССР многие города стали гораздо хуже хранить архитектуру, парки. От этой губительной тенденции не ушёл и Алчевск, поэтому нынешнее состояние проспекта восхищения уже не вызывает, иногда может быть даже наоборот. Но если всё же абстрагироваться от обломаных и опиляных деревьев, рассыпавшихся бордюров и прочей «мелочи», то всё же можно углядеть красивую архитектуру прикрытую зелёными деревьями, до которых, к счастью, «зеленхоз» ещё не добрался.
Но не всё так пессимистично: из года в год на клумбах всё же появляются красивые цветы, фонтан, не работавший более десятилетия, немного восстановлен. Проспект является одним из любимых мест для прогулок: днём здесь гуляют родители с детьми и пожилые люди, а вечером он наводняется студентами.

## Архитектура
Архитектура проспекта Ленина — сталинский ампир. Здания большие, часто имеющие колонны и обильно украшенные розетками, вазами, карнизами, оградками и пр..
Использованные при строительстве проспекта декоративные элементы можно увидеть и сейчас, но большинство этих элементов частично или полностью разрушены и восстановление их не предвидится.

## Достопримечательности

### Памятники
- памятник В. И. Ленину (на площади Ленина);
- памятник Ю. М. Воеводину (возле ДонГТУ);
- памятник А. Б. Мозговому (возле ДК Металлургов);
- обелиск Победы (в центре площади 20-летия Победы).

### ДонГТУ
См. Донбасский государственный технический университет.